# Carlos Peppe
Carlos Eduardo Peppe Britos (Montevideo, Uruguay, 28 de enero de 1983) es un futbolista andorrano nacido en Uruguay. Se desempeña en posición de mediocampista y actualmente juega en el Sant Julià, que milita en la Primera División de Andorra.

## Clubes
| Club               | País           | Temporada       |
| ------------------ | -------------- | --------------- |
| Defensor Sporting  | Uruguay        | 2002 -2003      |
| Cerrito            | Uruguay        | 2004 -2007      |
| FC Andorra         | Andorra        | 2007 -2013      |
| FC Andorra         | Andorra        | 2012 -2013      |
| Sant Julià         | Andorra        | 2013 -2014      |
| Paris Sant Germain | Francia        | 2014 -2015      |
| Sant Julià         | Andorra        | 2015 -2016      |
| Encamp             | Andorra        | 2016 -2017      |
| Engordany          | Andorra        | 2017 -2019      |
| Sant Julià         | Andorra        | 2019-2023       |
| Inter Miami        | Estados Unidos | 2023-actualidad |